# NGC 305
NGC 305 ist ein Asterismus im Sternbild Fische.
Der Asterismus wurde am 17. Oktober 1825 vom britischen Astronomen John Herschel entdeckt.